# Georg-Forster-Gymnasium
Das Georg-Forster-Gymnasium wurde 1964 als „Städtisches Gymnasium Kamp-Lintfort“ gegründet. Die Umbenennung fand am 22. Juni 2012 statt, unter anderem stellten die Schüler in einer Choreografie die neuen Abkürzungsbuchstaben GFG dar. Die Umbenennung soll Georg Forster ehren, welcher in seiner Lebenszeit auch den Niederrhein bereiste und beschrieb. Allerdings bereiste er nie das heutige Gebiet der Stadt Kamp-Lintfort, zumal zu Lebzeiten von Georg Forster die heutige Größe und Bedeutung der Stadt noch nicht gegeben war.
Zum Jahrgang 2019/2020 besuchen etwa 750 Schüler das Gymnasium.

## Fächerangebot

### Kurse der Differenzierten Mittelstufen
- Sprachlicher Schwerpunkt
  - Französisch
  - Latein
- Mathematisch-naturwissenschaftlicher Schwerpunkt
- Informatik (Ein-Fach-Kurs)
- Mathematik-Informatik (Fachkombination)
- Biologie und Chemie (Fachkombination)
  - Gesellschaftswissenschaftlicher Schwerpunkt
- Erdkunde und Politik (Fachkombination)

### Fächerangebot in der Oberstufe
- Pflichtfächer: Deutsch, Englisch, Mathematik, Religionslehre (ersatzweise Philosophie), Sport
- Sprachen: Latein, Französisch, Italienisch, Russisch
- Künstlerisch/Literarisch: Kunst, Musik, Literatur
- Gesellschaftswissenschaftlich: Erdkunde, Geschichte, Philosophie, Sozialwissenschaften
- Mathematisch-naturwissenschaftlich-Technisch: Biologie, Chemie, Physik, Informatik

## Kooperationen/Partnerschaften
Seit vielen Jahren wird eine Kooperation mit dem Gymnasium Rheinkamp in Moers unterhalten, die Schüler können in der Sekundarstufe II somit auf ein größeres Angebot an Grund- und Leistungskursen zurückgreifen. Leistungskursangebote wie die in den Fächern Chemie, Erdkunde, Geschichte, Sozialwissenschaften oder Sport wären ohne die Kooperation kaum möglich. Auch bestimmte Grundkurse wie Französisch, Italienisch, Latein, Philosophie oder Russisch können durch die Kooperation als 3. oder 4. Abiturfach angeboten werden.

## Arbeitsgemeinschaften
Das Georg-Forster-Gymnasium legt zur Förderung der Schüler großen Wert auf weitere Arbeitsgemeinschaften und bietet neben sportlichen (Basketball, Fußball, Tanz), naturwissenschaftlichen (Aquarium, Umwelt, Experimentier-AG, freestyle physics, Astronomie) und künstlerischen (Chor, Gospel, Orchester) auch Alternativen wie „Russische Kultur“, „Rechtskunde“ oder „English for Business“.

## Bekannte Absolventen
- Klaus Boers (* 1953), Direktor des Instituts für Kriminalwissenschaften an der Westfälischen-Wilhelms-Universität in Münster
- Yvonne Willicks (* 1970), Fernsehmoderatorin und Hauswirtschaftsmeisterin
- René Schneider (* 1976), Journalist und Politiker